# Pierre Coppieters
Pierre Coppieters (24 de junio de 1907-) fue un jugador belga de waterpolo y nadador.

## Biografía
Practicó las dos disciplinas: natación y waterpolo. En 1928 representó a su país en 4x200 libres y en waterpolo. En 1936 consigue la medalla de bronce de waterpolo.

## Títulos
Como jugador de waterpolo de la selección de Bélgica
- Bronce en los juegos olímpicos de Berlín 1936
- 5.º en los juegos olímpicos de Ámsterdam 1928